# Vzdělávací technologie
Vzdělávací technologie (anglicky: educational technology) je označení pro využívání nejrůznějších technologií ve vzdělání. V anglickém jazyce se termín educational technology používá jak pro praktické využití, tak i jako označení pro teoretický rámec a směr přemýšlení o tom, jak pomocí technologií vhodně vzdělávat, tedy ne pouze pro fyzickou aplikaci technologií do kurikulí.

## Historie
Různé technologické nástroje a prostředky jsou spojeny se vzděláváním od jeho začátků, podle některých badatelů mohly i pravěké jeskynní malby sloužit jako určité podklady pro výuku (ač jsou tato tvrzení spíše spekulací). Názorné příklady bývají důležitou oporou ústního výkladu, proto je dobře možné představit si první učitele jak kreslí klackem v písku či sestrojují různé nástroje a modely jimiž učí své žáky lovit, popř. stavět obydlí či jiným dovednostem. První doložení vzdělávacích technologií v procesu učení můžeme sledovat ale až s rozvojem starověkých civilizací. Dobře známé jsou staré sumerské destičky nebo egyptský papyrus a různé psací nástroje. S nástupem knihtisku dochází ke skutečnému průlomu v oblasti vzdělávání, knihtisk se tak stává největší inovací od vynálezu písma a předčí ho snad pouze nástup internetu a převod psaného slova do digitálního.

## Současnost
Pokud se dnes hovoří či píše o vzdělávacích technologií, nerozumí se jimi většinou již klasická tabule či kresby ale různá elektronická zařízení jako tablety a mobilní telefony, software a aplikace, jež tato zařízení využívají a různé další možnosti, které jsou spojeny s rozvojem internetu a společnosti sítí. Díky internetu existuje silný trend směrem k další demokratizaci vzdělávání. Studenti, kteří studují v rozvojových zemích mohou mít přístup ke stejným vzdělávacím materiálům jako jejich kolegové na Harvardu. Přinejmenším je možné, že obě skupiny studentů použijí Wikipedii jako primární zdroj. Chudý student, který nemá žádnou knihu jen levný počítač s připojením na internet, má „ více knih v knihovně “, než si může nejbohatší člověk na světě dovolit koupit v tištěné verzi. Také nejlepší vědci a učitelé dávají své přednášky zdarma na síť. Zdá se tak, že Bill Gates měl pravdu, když v roce 2010 oznámil, že v „pěti letech ode dneška na webu zdarma budete moci nalézt nejlepší přednášky na světě.“ Masivní otevřené on-liny kurzy (MOOCs) z různých disciplín jsou dnes k dispozici on-line na platformách, jako Coursea, EDX atd.

## Otevřené vzdělávací zdroje
S rostoucí popularitou vzdělání přes internet vznikla potřeba nové koncepce, teoretického rámce a označení pro výukové materiály, které jsou k dispozici jen v přes INet např. v cloudu. Hnutí za otevřené vzdělávání zavedlo termín Otevřené vzdělávací zdroje (OVZ) (open educational resources – OER). jako popis pro materiály, které mohou být použity zdarma. Nadace Williama a Flory Hewlettových definuje OER jako: „výukové, vzdělávací a výzkumné zdroje, které jsou ve veřejném vlastnictví, nebo byly vydány pod takovou licencí duševního vlastnictví, které umožňuje jejich volné použití a opětovné modifikace ostatními uživateli. Otevřené výukové zdroje zahrnují veškeré kurzy, studijní materiály, moduly, učebnice, streaming videa, testy, software a jakékoli jiné nástroje, materiály nebo techniky používané na podporu přístupu ke znalostem.“ Můžeme říci, že podobný význam jako měl vynález knihtisku na rozvoj učebnic, encyklopedií a dalších textů, má nástup internetu na využívání otevřených vzdělávacích zdrojů. Je možné hovořit i o paradigmatickém obratu v oblasti nahlížení na vzdělávací materiály a kurikula a vzniku nových přístupů (viz koncept otevřeného vzdělávání). Otevřené vzdělávací zdroje jsou využívané již více než klasické (jak v průzkumu tvrdí většina amerických učitelů). V České republice proto Aliance pro otevřené vzdělávání vytvořila brožuru Jak zvýšit kvalitu školy pomocí otevřeného vzdělávání, v níž jsou uvedené konkrétní příklady, jak pomůže otevřené vzdělávání žákům či studentům, učitelům i škole, nebo jak otevřené zdroje vytvářet a jak s nimi pracovat.
O obratech ve vzdělávání a potřebě inovací se diskutovalo již v souvislosti s nástupem technologií jako je rádio či televize, přičemž měly pouze malý dopad. Ve školství se obecně změny prosazují velice pomalu. S nástupem internetu se situace ovšem mění a na stávající instituce je kladen velký tlak, aby trendy akceptovaly. Studium v klasických institucích je sice pořád významné a poskytuje výhodu na trhu práce, ukazuje se ovšem, že již přestává být tím jediným.[kdo?] Podle výzkumu z USA pro polovinu zaměstnavatelů není důležité, zda dotyčný získal diplom na klasické univerzitě či formou online vzdělávání.

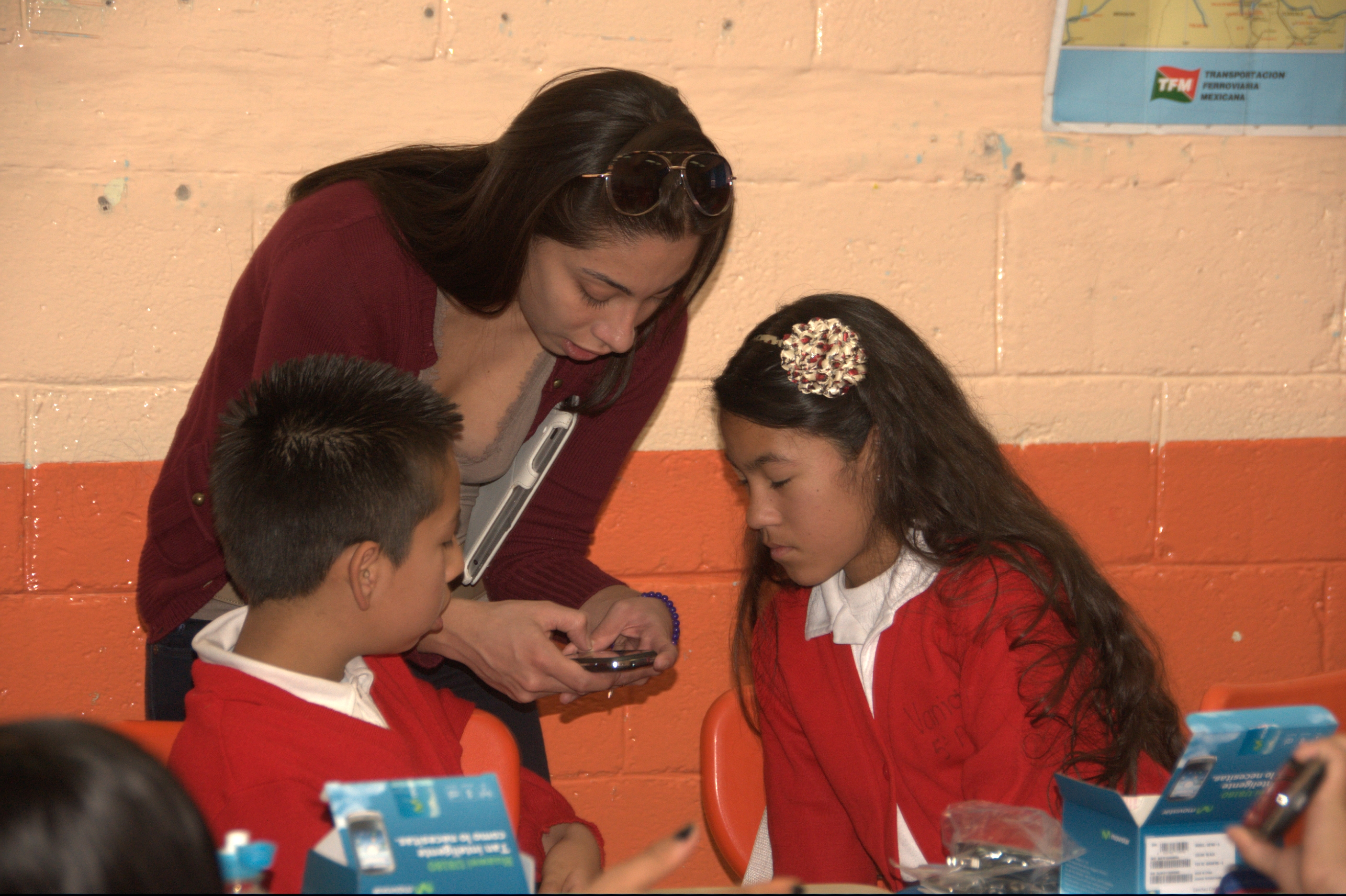
Mexická učitelka ukazuje jak používat nové technologie, Santa Fe, Mexico City.